# 携帯電話の絵文字

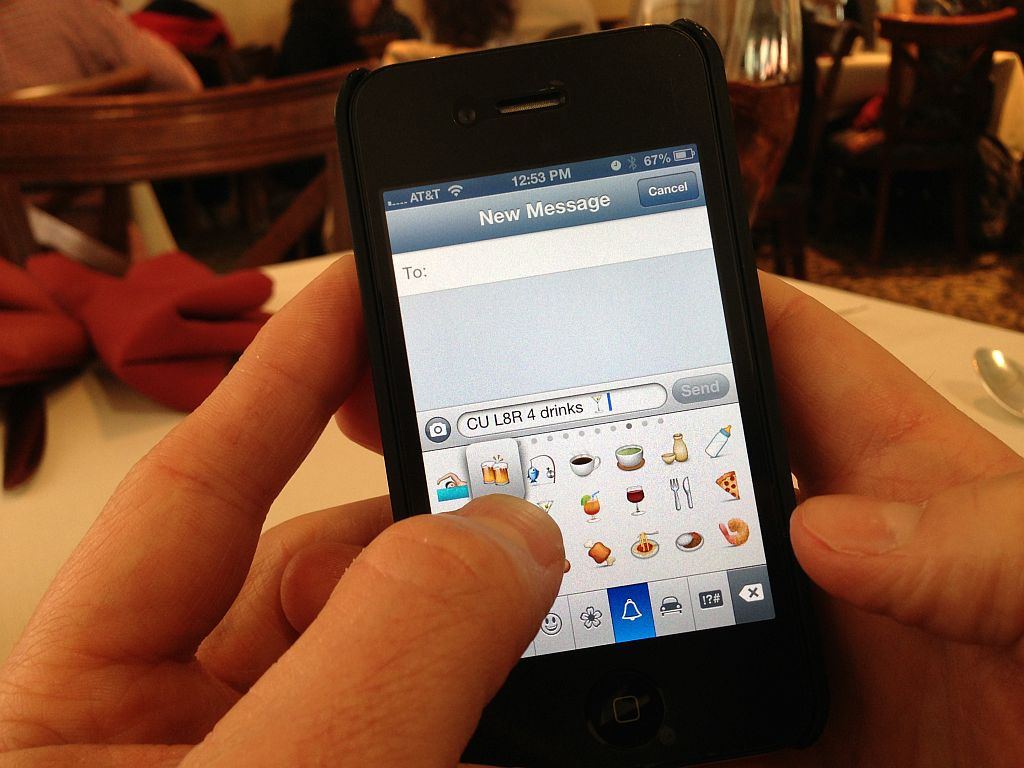
テキストメッセージに送信される絵文字。

携帯電話の絵文字（けいたいでんわ の えもじ）では、主に日本のフィーチャーフォンの携帯電話・PHSのインターネット接続サービス（iモード、EZweb、Yahoo!ケータイ、H"・AIR-EDGE PHONE、EMnetなど）での絵文字、またUnicodeに収録されている絵文字（Emoji、/imóudʒi(ː)/）について説明する。日本発祥のものであり、現在では世界各国で「Emoji」として使用され、日本発祥の文化として認識されている。

## 概要
絵文字とは、文字の一部を1文字の絵（たとえば自動車や電車などのアイコン、グリフ）で表現し、表示できるようにしたものである。日本では日本語の仮名や漢字と併用して使用され、絵文字文化とも呼ばれる。携帯電話/PHSで広く普及したのは1999年（平成11年）、NTTドコモのiモード対応機に搭載された絵文字である。これ以前にも、1997年（平成9年）発売のJ-PHONEのスカイウォーカー対応機「DP-211SW」や、DDIポケット（のちのWILLCOM）のPメール対応機などに搭載されていた。
当初は、絵文字を表示する携帯電話には、低解像度のモノクロームの液晶ディスプレイが装備されていたため、12×12ドットのピクトグラムを表示する外字グリフとして開発されていたが、ツーカーなどの携帯キャリアがカラー表示できる液晶ディスプレイを備えた携帯電話に最適化したカラー絵文字という多色の絵文字表示を行い、日本の各携帯電話キャリアはすべて絵文字を実装することとなった。最後発となるソフトバンクは、携帯電話の液晶ディスプレイの高精細化を利用した細密な多色絵文字を開発した。また、文字にアニメーションをさせた、動く絵文字と呼ばれる絵文字も使用した。
文字コードを利用した絵文字以外では、デコメールで使用される、JPEGまたはGIF形式によるインライン画像のうち、画像サイズが一定サイズ（NTTドコモの場合20ドット×20ドット）のものを「デコメ絵文字」と呼ぶが、これについてはデコメール#デコメ絵文字を参照。
2010年にはUnicode 6.0で絵文字（Emoji）が新たに追加され、パソコンやスマートフォンなどで世界的に対応されたことから日本国内だけでなく世界中で利用されるようになった。

## 携帯電話の登場以前
絵文字が文字コードに最初に含まれたのは1959年の日本の新聞社が記事交換用に使用したCO-59という6社協定新聞社用コード表で、「⚾︎」の野球ボールの絵文字が最初である。もっとも、これは現代の携帯電話の絵文字のように大衆が通信機でやり取りをする際に一般的に使われるという水準で普及していたわけではない。一般的な文化として絵文字が普及したのはポケベルに搭載された絵文字がきっかけである。
ポケベルに搭載された絵文字により、文字の中に絵を組み込んで小型の通信機でやり取りをする文化が広まった。その流れとして、小型通信機がポケベルから携帯電話に移り変わる中でi-modeに搭載された絵文字が現在につながる絵文字といえる。いわゆる顔文字は当時すでに広く使われていたが、ケータイのテンキーでこれを打つことはできないため、シンプルな図案の数々を文字セットの一種として入れれば使いやすいというポケベルの時代にも通じる発想である。

## フィーチャーフォン時代

### 概説
当初は、絵文字は携帯電話・PHS事業者により仕様が異なる機種依存文字であった。そのため原則として、絵文字を含むメールは同一事業者の端末間のみで利用可能で、絵文字を含むウェブページについては各事業者ごとに別のページを作成する必要があった。しかし、絵文字には統一されたデザインや呼称がなかったため、絵文字を含む文章や雰囲気が各事業者毎に微妙に異なって受け取られることがあった。
日本語のEメールの、事実上標準の文字コードはISO-2022-JPであるため、絵文字を含むEメールは本来他のネットワークに送出しない方がよいとされていた。たとえば、後述の他社宛て絵文字変換が実施される以前（あるいは同機能を利用しない場合）は、iモードの端末から絵文字をメールで送信しようとすると、メールサーバで「〓」（下駄記号）に変換された。ただし受信は以前から変換されないため、絵文字をそのまま送出する端末・サーバからの絵文字メールの受信は可能である。また、ウェブページに関しては、絵文字に関する変換は行われないので、端末とページの対応が取れていれば、絵文字を含むページは表示可能である。
なおKDDIならびに沖縄セルラー電話の各auはiモードの絵文字に一部対応している、あるいは互換仕様になっている。
以前は一般のパソコンでは絵文字の組み込まれたメールやウェブページを見ることができなかった。そのため、各事業者の絵文字に対応したフォントをパソコンにインストールして表示させるなどの方法をとる必要があった。このフォントは、各事業者公式のものとして、また非公式のフリーウェアとしても配付されている。
ワンセグに対応した携帯電話では、字幕放送や文字放送に対応するため、通常の携帯電話の絵文字のほか、ARIB外字を含む端末も多い。

### 他社宛て絵文字変換機能
他社宛て絵文字変換機能とは、Eメール送信時にメールサーバーにおいて、機種依存文字である絵文字を、他社（他の携帯電話・PHS事業者）の似た絵文字に変換して、他社のメール受信者に送信できる機能である。送信先の事業者に相応するものがない場合は顔文字や一般の文字列に、それでも適切なものがない場合は「〓」（下駄記号）へ変換する。
他社宛て絵文字変換機能は、当初、事業者とは関係ないメールサーバーを経由して変換し、受信者側に配信する方式で開始された。提供者は事業者以外のウェブ・メールサービス提供会社などであり、送受信時に、サービスの定める何らかの特殊な操作をする必要があった（たとえば、他社メールアドレスのドメイン名の一部に、特定の文字を追加変更するなど）。
その後、携帯電話・PHS事業者自身が、標準のサービスとして絵文字変換機能を提供した。これは、送信元のキャリア側のメールサーバーで自動変換し、利用者は特に操作・設定をせずに機能を利用することができる。
2005年11月1日にソフトバンクモバイル（現・ソフトバンク）がVodafone 3G（現・SoftBank 3G）のS!メールで他社携帯電話宛の絵文字を含むメールの絵文字部分の自動変換機能を開始した。このサービスの特徴はメールアドレスの末尾部分を書き換えるなどの特別な操作を必要とせず、絵文字を含まないメールと同じ送信操作で他社に絵文字を含むメールを送信できることである。他社も追随し、2006年7月12日にNTTドコモがiモードメールの、同年9月5日にau（KDDI/沖縄セルラー電話）がEメールの同様のサービスを開始したことにより、これら3事業者間においては、ユーザの特別な操作なく絵文字が送受信できるようになった（ただし、SoftBank 6-2では他社への絵文字送信は不可能である）。
ソフトバンクモバイルは、2007年10月29日より同じソフトバンクグループのYahoo! Japanが提供するメール「Yahoo!メール」宛の絵文字を含むメールの絵文字部分の自動変換機能も開始している（Yahoo!メールのパソコン用サイトで受信・閲覧した場合に限る）。またNTTドコモでは、2009年11月現在Yahoo!メール・Gmail・au oneメールへの送信の際に絵文字がそのまま表示されるようになっている。
なお、PHSは、PHSへの送信・PHSからの送信ともに絵文字変換が実施されていなかったが、ウィルコムは2008年1月22日より、AIR-EDGE PHONE以降の一部機種について、NTTドコモ・au（KDDI/沖縄セルラー電話）と相互にメール送受信時の絵文字変換を開始すると発表した。また、ソフトバンクモバイルおよび同社のMVNOであるディズニー・モバイルとの絵文字変換も同年3月18日より開始した。

### 出版における絵文字への対応
前述の通り、絵文字は本来、携帯電話・PHS事業者により仕様が異なる機種依存文字であるため、出版物で絵文字を使おうとしても、印刷で用いられる書体セットの中に絵文字は含まれていない。そのため、印刷物に絵文字を用いようとした場合、完全に非対応とされるか、以下のような何らかの条件や制限が加わることがある。また、対応できる場合であっても意図していたデザインの絵文字であるとは限らない。
- 外字、あるいは画像データとして別途作成され、その分のデータ作成料を追加請求される。
- 絵文字でキャラクタ（丸や三角、ハートマークなどの文字記号）に置き換え可能なものは置き換え、他は対応しない。
- パソコン表示用の絵文字対応フォントを、利用制限の範囲内で使用。
- 納期を長めに設定されたり、金額を割高に設定される。

このことから、絵文字を使う可能性がある場合には、事前にデザイナーや印刷業者と打ち合わせをすることが望ましい。

### 文字コード
文字コードは、多くの事業者でShift_JISもしくはUnicodeの空き領域に2バイトのコードを割り当てて使用している（したがって外字の一種）。ただしSoftBank（Yahoo!ケータイ）ではShift_JISの場合に特殊なエスケープシーケンスを用いて文字を表記する方式であり、au（EZWeb）ではHTMLの<IMG>タグを独自に拡張した表記法もある。このほか、HTMLの数値文字参照の形で文字コードを10進数もしくは16進数で記述する方法もあるが、機種によって絵文字が表示できない場合もある。当初はISベースのコードのみでの対応であったが、その後Unicodeの外字にマッピングした絵文字も利用されるようになった。
| キャリア                          | Shift_JIS                                                             | JIS                                      | EUC                                      | Unicode外字                                                 | Unicode 6.0 | 記事                              |
| --------------------------------- | --------------------------------------------------------------------- | ---------------------------------------- | ---------------------------------------- | ----------------------------------------------------------- | ----------- | --------------------------------- |
| au （KDDI・沖縄セルラー電話連合） | 第1バイトがF3, F6, F7で始まる2バイト文字すべて F440-F47E F480-F48D    | -                                        | -                                        | E468-E5DF EA80-EB88                                         | 対応        | →詳細は「 EZweb絵文字 」を参照    |
| docomo                            | F89F-F8FC F940-F949 F950-F957 F95B-F95E F972-F97E F980-F9FC           | -                                        | -                                        | E63E-E6A5 E6AC-E6AE E6B1-E6BA E6CE-E757                     | 未対応      | →詳細は「 iモード絵文字 」を参照  |
| SoftBank                          | ESC $ [G/E/F/O/P/Q] + [0x21-0x7E] + 0x0F                              | ESC $ [G/E/F/O/P/Q] + [0x21-0x7E] + 0x0F | ESC $ [G/E/F/O/P/Q] + [0x21-0x7E] + 0x0F | E001-E05A E101-E15A E201-E253 E301-E34D E401-E44C E501-E537 | 対応        | →詳細は「 SoftBank絵文字 」を参照 |
| emobile （イー・アクセス）        | F89F-F8FC F940-F949 F950-F957 F95B-F95E F972-F97E F980-F9FC F860-F879 | -                                        | -                                        | E63E-E6A5 E6AC-E6AE E6B1-E6BA E6CE-E757 E600-E619           | 対応        |                                   |

## Unicodeへの収録

### 経緯
前述のように、絵文字は日本国内で幅広く使用されていたものの、特定の閉じた環境内でしか使用できない技術的な問題があった。たとえば外字を利用したインターネット上のデータ交換は適切でないと考えられた。
2002年ごろある携帯用OSベンダーがUnicodeコンソーシアムに絵文字の提案を行ったが、当時それ以上の話に進まずにそのまま提案は流れた。2006年の秋にGoogleのGmailのチームが各社の絵文字を相互に表示できるようなメールシステムを考案、それを元に2007年7月にUnicodeに符号化を行うチームが作られた。2007年10月に3社の絵文字をUnicodeに収録しようという提案がGoogleとAppleの共同で行われ、2008年にそのためのオープンソースプロジェクト「emoji4unicode」が開始された。このプロジェクトの成果の一部は「emoji symbols」（絵文字記号）として2009年3月にユニコードコンソーシアムに提案され、その一部がUnicode 6.0.0に収録された。しかし、提案の審議の過程で、絵文字を表現する代表グリフに多くの変更が加えられたほか、すでに符号化されている文字との統合などの調整もされた。こうして新たに制定されたUnicodeを用いることにより、異なる携帯キャリア間および携帯以外の端末との間でも誤った変換が発生せずにデータ交換をすることができるようになった。また、パソコンやスマートフォンなど世界中のOSに、Unicode形式の絵文字フォントが徐々に標準搭載されるようになり、Unicode上での絵文字データの交換が可能となった。
企業のロゴマークなどは収録されていないため、これらについては引き続き私用領域で表す必要がある。また、0〜9および#ボタンと国旗は合字で表現する。
絵文字には、ハートマークや赤リンゴと青リンゴなど、形が同じで色のみが違うものがいくつかある。Unicodeでは通常文字の色は規定しないが、これらについてはYELLOW HEART、BLUE HEART、RED APPLE、GREEN APPLEなど色名を含んだ名称で登録された。ただし、コードチャートの例示字形はモノクロで網掛けや縞模様で表現されている。
Unicodeではバージョンを追うごとに順次絵文字の追加がされており、フィーチャーフォン時代にはなかった絵文字も多数追加されている。また、Unicode 8.0では肌の色のバリエーションに対応した。肌の色の追加はコスメ・チェーン「セフォラ」公式アカウントによる2012年の「もしあなたが、もっとたくさんのネイル・カラー絵文字がほしいならRT」というツイートが起点となった。2017年6月策定のUnicode 10.0では合計で1,000を超える数の絵文字が定義されている。

### 制定後の動き
各社でUnicodeの絵文字に対応が進み、機種に依存せずに絵文字を使える環境が普及した。
- パソコン
  - Microsoft Windows：Windows 7にてUnicode 6.0の絵文字に対応した。Windows 8より絵文字のソフトウェアキーボードが搭載された[20]。Windows 8.1からカラー絵文字が実装され、Windows上でもカラーの絵文字が利用できるようになった。Windows 10では各種アップデートで最新の絵文字に対応している。
  - Apple macOS：Mac OS X Lion以降でUnicode 6.0の絵文字に対応している[21][22][23]。

- モバイル端末
  - Google Android：2012年6月リリースのAndroid 4.1でUnicode 6.0の絵文字に対応、2013年10月リリースのAndroid 4.4からはカラー絵文字になる。その後もAndroidのアップデートでUnicodeに追加収録された新たな絵文字に対応しており、2017年8月リリースのAndroid 8.0ではUnicode 10.0の絵文字に対応している。
  - Apple iOS：iOS 4より絵文字に対応しているが、iOS 6より、Unicode 6.0での絵文字に対応。その後もメジャーアップデートでUnicodeに追加収録された新たな絵文字に対応する。iOS 16.4でEmoji 15.0に対応。

- - Windows Phone：Unicode 6.0の絵文字に対応している[24]。

- その他

  - Unicode 6.0の絵文字に対応した複数のフリーフォントがあり[注釈 4]、これらのフォントをインストールすれば、携帯電話以外からでもUnicodeの絵文字を表示することが可能である。また、Unicodeの絵文字に変換するためのかな漢字変換の辞書も公開されている[25]。
  - Unicode 6.1では、絵文字としても使われるUnicodeコードポイントのうち107個に対し、異体字セレクタの組み合わせが例示され、テキストスタイルと絵文字スタイルを切り替えられるようになった。例示された中には、Unicode 6.0では規定していない#、1から9の数字単独での絵文字スタイルも示された。
  - 2014年5月以降、NTTドコモ、KDDI、沖縄セルラー、ソフトバンクモバイル、イー・アクセス、ウィルコムのキャリア6社はキャリアメールおよびSMSサービスの文字コードをUnicodeに対応し、絵文字の数と種類を共通化する。ただしアップルのiPhoneは対象外[26]としており、NexusなどSIMフリーAndroid端末、タブレットやPCとの互換性については、発表時に言及されていない。

### 問題
絵文字の採用についてはUnicode技術委員会が決定しているが、GoogleやAppleなどのアメリカの企業から派遣された少数の委員が非公開の会議で決定しており、企業の意向が反映されやすい。また委員は白人男性のIT技術者が過半数という指摘もある。
投票権がある委員となるには年間2万ドルの支払いが必要となるが、投票権がない委員ならば年間75ドルで参加できる制度があり、ニューヨーク・タイムズの記者だったジェニファー・リーは、餃子を絵文字に採用する活動の前に採用プロセスを学ぶためこの制度を利用した 。会議に参加した際の感想として、IT企業から派遣された委員は中国政府が反発し中国国内での活動が阻害されることを恐れチベットの旗が採用されない、ゲイのカップルの絵文字に対してロシア政府から圧力があったと証言している。

## Animoji
2017年9月13日（現地時間）、カルフォルニア州クパチーノ市のSteve Jobs Theaterにて、AppleがiPhone XとともにAnimoji（アニ文字）を発表した。
Animojiとは自分の表情を絵文字で表現できる機能で、インカメラ(TrueDepthカメラ)によって表情を読み取っている。
またAnimojiの自由度を高めたものとしてMemoji（ミー絵文字）と呼ばれるものがあり、こちらは人の顔をキャラクターとして作り、それをAnimojiと同じように動かす機能である。
これらの機能はiPhone SE(第2世代)を除くiPhone X以降で利用可能である。
なおこれ以外の機種でも、iOS 13に対応する機種であれば対応するアプリでステッカーとして利用できる。
同様の機能として、サムスン電子のAR Moji、ファーウェイの3D面部表情控制、シャオミのMimoji（Memojiとは別物）などがある。

## その他
- 2016年、ニューヨーク近代美術館で1999年にNTTドコモの「iモード」で使われた176種類の絵文字の展示がされた[37][38]。
- iモード絵文字を開発したNTTドコモ（当時）の栗田穣崇によれば、絵文字のデザインをまとめたのは建築家の青木淳だという[39]。

## 絵文字の種類
iモード絵文字
iモード絵文字を参照。
SoftBank絵文字
SoftBank絵文字を参照。
EZweb絵文字
EZweb絵文字を参照。
アステル絵文字
アステルが提供していた絵文字。同社が提供していたインターネットサービス「ドットi」で使用された。
イー・モバイル絵文字
イー・アクセスが提供していた絵文字。大半はiモード絵文字を独自の絵柄で描き換えたものだったが、独自の絵文字もあった。
WILLCOM絵文字
WILLCOMが提供していた絵文字。DDIポケットのPメールの絵文字を発展させたもの。のちの会社名を取ってY!mobile絵文字とも呼ばれる。iモード絵文字を、Web絵文字という名前で一部を除き収録している。
DP-211SWの絵文字
パイオニアがJ-PHONEのスカイウォーカー用に用意した絵文字。スカイウォーカー全体の共通仕様ではないため、表示できるのは同じ機種のみという欠点があった。なお、J-PHONE絵文字（現：SoftBank絵文字）とは異なる。
Animoji
本項Animoji章を参照。

## 関連番組
- Backlight: Beyond Emoji 2019年 オランダ

絵文字採用過程を取材したドキュメンタリー。NHKで「絵文字 知られざる舞台裏」として放送。